# Pethia gelius
Pethia gelius е вид лъчеперка от семейство Шаранови (Cyprinidae).

## Разпространение
Видът е разпространен в Азия. Среща се в Пакистан, Индия и Бангладеш. Внесен е и във водите на Колумбия.